# Jozef Sixta
Jozef Sixta (* 12. Mai 1940 im tschechischen Jičín; † 20. Februar 2007 in Bratislava) war ein slowakischer Komponist und Musikpädagoge.

## Leben
Sixta begann seine Studien in Klavier und Komposition 1955–1960 am Konservatorium Bratislava bei Andrej Očenáš und Miloslav Kořínek. Er setzte sein Kompositionsstudium ab 1959 bei Alexander Moyzes an der Akademie der Darstellenden Künste, der nunmehrigen Hochschule für Musische Künste Bratislava (Vysoká škola múzických umení v Bratislave – VŠMU), fort, wo er 1964 graduierte. Anschließend wurde er Lehrer für theoretische Fächer und Komposition am Konservatorium. 1971 absolvierte er einen Studienaufenthalt in Paris bei Olivier Messiaen und André Jolivet. Von 1976 bis zu seinem Tod 2007 unterrichtete er Komposition an der VŠMU. Neben seiner praktischen Unterrichtstätigkeit legte er seine Methodik auch in mehreren theoretischen Schriften dar. In seinem kompositorischen Schaffen von der Tradition ausgehend und an verschiedenste Stilmittel des 20. Jahrhunderts anknüpfend, kann Sixta, der im Sinn der Vermeidung außermusikalischer Assoziationen auf jegliche programmatische Musik und Textvertonungen verzichtete, als einer der Wegbereiter der slowakischen Musikmoderne seit den 1960er-Jahren gelten.

## Preise und Auszeichnungen
- 1965: 3. Preis beim Internationalen Musikwettbewerb des Festivals Prager Frühling für das Streichquartett Nr. 1
- 1986: Ján-Levoslav-Bella-Preis für den außerordentlichen Beitrag zur slowakischen Kammermusik in den letzten Jahren unter besonderer Berücksichtigung der Klaviersonate
- 1998: Ján-Levoslav-Bella-Preis für die Sinfonie Nr. 2
- 1990: Ján-Levoslav-Bella-Preis für Punctum contra punctum
- 1990: Tschechoslowakischer Kritikerpreis für Punctum contra punctum
- 2010: Eintrag in das Goldene Buch der Slowakischen Urheberrechtsgesellschaft SOZA[3] für das Jahr 2009 (posthum)

## Werke (Auswahl)

### Orchesterwerke
- Sinfonie Nr. 1 (1964)
- Punctum contra punctum. Kanonische Stücke (1971)
- Vier Orchesterstücke (1979)
- Sinfonie Nr. 2 (1988–1989)

### Kammerorchester
- Drei Stücke für kleines Orchester (1962)

### Streichorchester
- Suite (1960)
- Asynchrónia (1968)

### Ensemble
- Variationen für 13 Instrumente (1966–1967)

### Duos und Kammermusik
- Quintett für Flöte, Oboe, Klarinette, Fagott und Klavier (1961)
- Invention für Klarinette und Klavier (1963)
- Streichquartett Nr. 1 (1965)
- Nonett für Bläserquintett und Streichquartett (1970)
- Quartett für vier Flöten (1972)
- Rezitativ für Streichtrio (1974)
- Oktett für Bläser (1975)
- Trio für Klarinetten (1980)
- Trio für Klarinette, Violoncello und Klavier (1981)
- Streichquartett Nr. 2 (1984)
- Musik für vier Spieler für Oboe, Klarinette, Fagott und Cembalo (1988)
- Musik für Flöte, Oboe, Marimba, Vibraphon und Synthesizer (1994)

### Klavier solo
- Drei Fugen (1959)
- Vier Stücke (1960)
- Fantasie (1963)
- Solo (1973)
- Sonate (1985)

### Diverse Instrumente solo
- Rezitativ für Violine (1975)
- Konzertetüde für Cembalo (1987)
- Rezitativ für Violoncello. Bearbeitung von Rezitativ für Violine (1997)

## CD-Diskographie (Auswahl)
- Sonate für Klavier – Stanislav Zamborský – auf Chamber Music 3 (Slowakischer Musikfonds, 1993)
- Streichquartett Nr. 2 – Moyzes Quartet – auf Moyzes Quartet – contemporary slovak quartet (Slowakischer Musikfonds, 1998)
- Streichquartett Nr. 1, Solo für Klavier, Rezitativ für Violoncello, Trio für Klarinette, Violoncello und Klavier, Sonate für Klavier, Konzertetüde für Cembalo, Trio für drei Klarinetten – Ronald Šebesta, Peter Maurer und Kristián Tóth (Klarinette), Miloš Valent und Marián Gašpar (Violine), Peter Šesták (Viola), Jozef Lupták (Violoncello), Miki Skuta und Nora Skuta (Klavier), Peter Guľas (Cembalo) – auf Jozef Sixta: Kammermusik (Slowakischer Musikfonds, 2003)
- Rezitativ – Milan Paľa (Violine) – auf Violin Solo 4 – Milan Paľa (Pavlík Records, 2012)
- Solo für Klavier – Alexander Cattarino (Klavier) – auf Opus 100 – Živý odkaz našej hudby (Opus, 2012)
- Streichquartett Nr. 1, Nonett – EnsembleSpectrum – auf Ensemble Spectrum: Avant-garde of the ‘60s (Slowakischer Musikfonds, 2021)
- Vier Orchesterstücke, Asynchrónia, Sinfonie Nr. 2 – Radiosinfonieorchester Bratislava, Dirigenten: Mario Košik und Mirko Krajči – Sixta: Orchestral Works (Slowakischer Musikfonds)[4]